# Olga P. Berthelsen

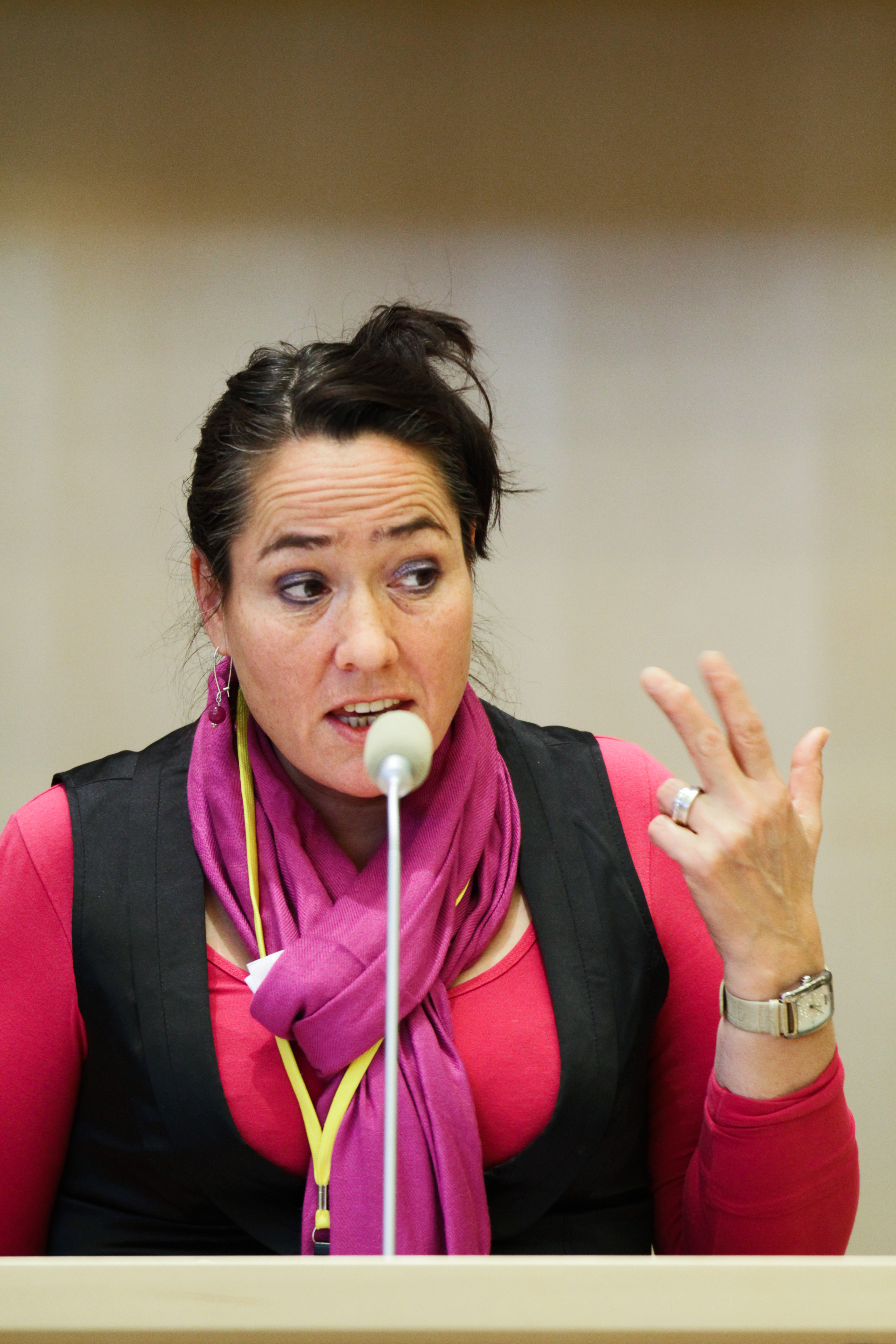
Olga P. Berthelsen (2009)

Olga Poulsen Berthelsen (geb. Poulsen; * 7. Juli 1962 in Nuuk) ist eine grönländische Politikerin (Inuit Ataqatigiit).

## Leben
Olga P. Berthelsen ist die Tochter von Ane Dina Poulsen. Sie ist seit dem 18. Juli 2004 verheiratet mit dem grönländischen Gewerkschaftsvorsitzenden Jess G. Berthelsen (* 1958). In ihren jungen Jahren arbeitete sie als Büroangestellte und als Lehrerin, bevor sie sich ab 1994 zur Krankenschwester ausbilden ließ. Sie schloss die Ausbildung 1996 ab und war somit eine der ersten Absolventinnen der in Grönland neuerrichteten Ausbildung.
Sie kandidierte erstmals bei der Parlamentswahl 1991, wurde aber nicht gewählt. Bei der Wahl 1995 war sie nur Stellvertreterin. Im März 1996 wurde sie als Stellvertreterin Mitglied im Rat der Gemeinde Nuuk. Bei der Parlamentswahl 1999 wurde sie erstmals ins Inatsisartut gewählt. Zur Wahl 2002 trat sie nicht mehr an und schied auch aus dem Gemeinderat aus. Bei der Parlamentswahl 2005 erreichte sie den ersten Nachrückerplatz der Inuit Ataqatigiit und saß von dort aus bis Juni 2007 im Inatsisartut. Im Oktober 2007 wurde sie noch einmal kurz stellvertretend Mitglied und schließlich wieder ab September 2008. Bei der Wahl 2009 wurde sie wieder direkt ins Inatsisartut gewählt. Vier Jahre später bei der Wahl 2013 erhielt sie nicht mehr genügend Stimmen und schied aus dem Parlament aus. Sie kandidierte noch einmal bei der Wahl 2018, wurde aber wieder nicht gewählt.